# Danh lục Caldwell

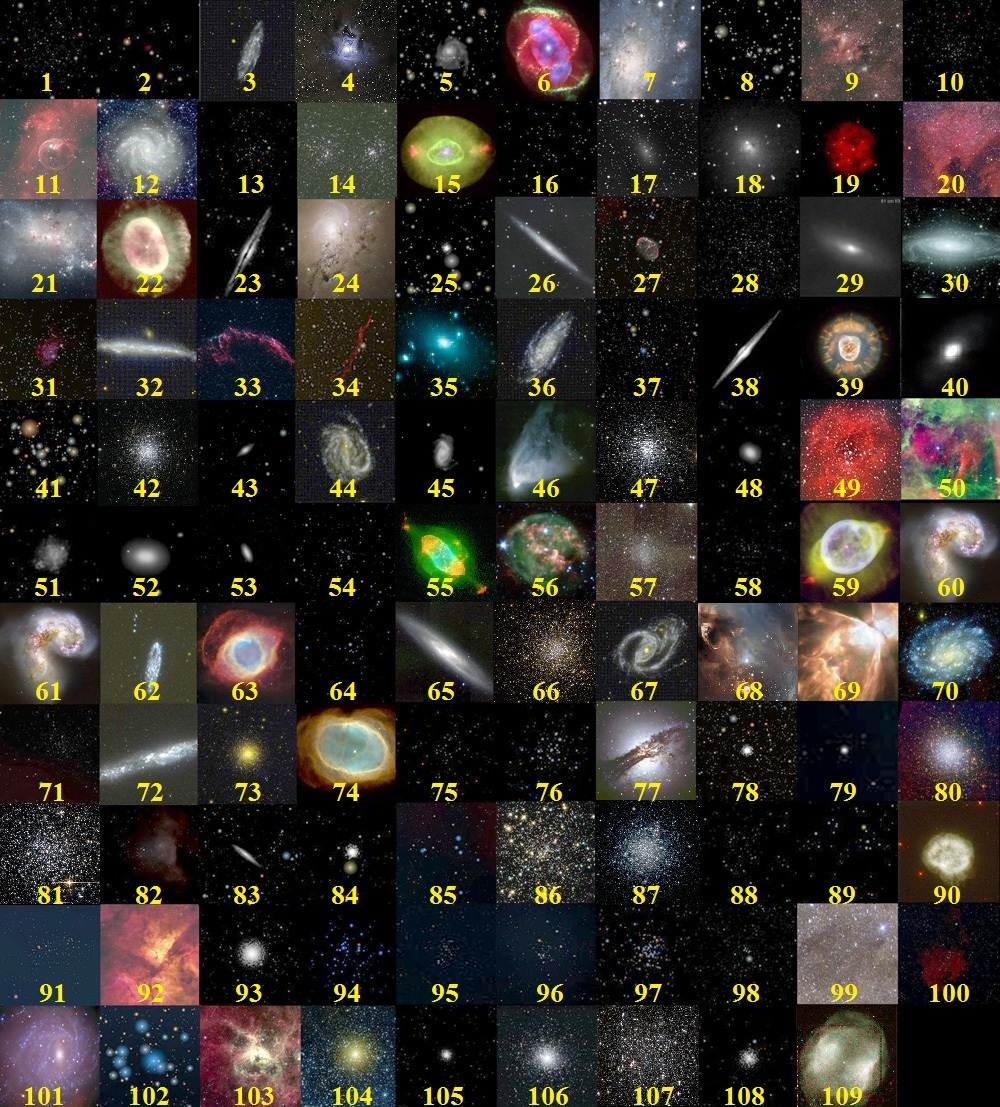
Thiên thể trong danh mục Caldwell.

Danh lục Caldwell là một danh lục thiên văn gồm 109 cụm sao, tinh vân, và thiên hà dành cho các nhà thiên văn nghiệp dư. Danh lục này được Patrick Moore soạn để bổ sung cho danh lục Messier.
Moore chỉ ra rằng danh lục Messier không dành cho các nhà thiên văn học nghiệp dư để quan sát các thiên thể trên bầu trời vì nó không bao gồm nhiều thiên thể sáng nhất trên bầu trời, như Hyades, cụm sao đôi (NGC 869 và NGC 884), và Thiên hà Ngọc Phu (NGC 253) (Danh lục Messier thật ra là danh lục các thiên thể đã được biết có thể bị nhầm lẫn với sao chổi). Thêm vào đó, Moore cũng chú ý rằng Messier soạn thảo bản danh sách này dựa vào những quan sát ở Paris, do đó nó không bao gồm các thiên thể có thể nhìn thấy ở Nam bán cầu, như Omega Centauri, Centaurus A, Jewel Box, và 47 Tucanae. Moore liệt kê một danh sách gồm 109 thiên thể và công bố trên tạp chí Sky & Telescope năm 1995.
Moore dùng họ của ông (Caldwell) để đặt tên danh lục này. Tên các mục trong danh lục là kết hợp giữa ký tự "C" và số của danh lục (1 tới 109).
Danh lục Caldwell được sắp xếp theo xích vĩ, với C1 nằm ở cuối về hướng bắc và C109 nằm ở cuối về hướng nam, với ngoại lệ là hai thiên thể (NGC 4244 và Hyades) không tuân theo thứ tự này.. Trong khi đó, các thiên thể trong danh lục Messier được liệt kê theo thứ tự mà Messier và đồng nghiệp đã khám phá.

## Số lượng thiên thể phân theo loại trong danh lục Caldwell.
| Tên                    | Số lượng |
| ---------------------- | -------- |
| Tinh vân tối           | 1        |
| Thiên hà               | 35       |
| Cụm sao cầu            | 18       |
| Tinh vân               | 9        |
| Cụm sao                | 25       |
| Cụm sao và tinh vân    | 6        |
| Tinh vân hành tinh     | 13       |
| Tàn tích siêu tân tinh | 2        |
| Tổng                   | 109      |

## Thiên thể Caldwell

### Từ khóa
| Cụm sao  |
| Tinh vân |
| Thiên hà |

### 1–10
| Số Caldwell | Thiên thể NGC | Tên                | Hình ảnh | Loại thiên thể               | Khoảng cách (đv. ngàn năm ánh sáng) | Chòm sao   | Cấp sao biểu kiến |
| ----------- | ------------- | ------------------ | -------- | ---------------------------- | ----------------------------------- | ---------- | ----------------- |
| C1          | NGC 188       |                    |          | Cụm sao phân tán             | 4.8                                 | Tiên Vương | 8.1               |
| C2          | NGC 40        | Tinh vân Nơ Bướm   |          | Tinh vân hành tinh           | 3.5                                 | Tiên Vương | 11                |
| C3          | NGC 4236      |                    |          | Thiên hà xoắn có thanh ngang | 7,000                               | Thiên Long | 9.7               |
| C4          | NGC 7023      | Tinh vân Diên Vĩ   |          | Cụm sao phân tán và tinh vân | 1.4                                 | Tiên Vương | 7                 |
| C5          | IC 342        |                    |          | Thiên hà xoắn ốc             | 10,000                              | Lộc Báo    | 9                 |
| C6          | NGC 6543      | Tinh vân Mắt Mèo   |          | Tinh vân hành tinh           | 3                                   | Thiên Long | 9                 |
| C7          | NGC 2403      |                    |          | Thiên hà xoắn ốc             | 14,000                              | Lộc Báo    | 8.4               |
| C8          | NGC 559       |                    |          | Cụm sao phân tán             | 3.7                                 | Thiên Hậu  | 9.5               |
| C9          | Sh2-155       | Tinh vân Hang Động |          | Tinh vân                     | 2.8                                 | Tiên Vương | 7.7               |
| C10         | NGC 663       |                    |          | Cụm sao phân tán             | 7.2                                 | Thiên Hậu  | 7.1               |

### 11–20
| Số Caldwell | Thiên thể NGC     | Tên                | Hình ảnh | Loại thiên thể               | Khoảng cách (đv. ngàn năm ánh sáng) | Chòm sao   | Cấp sao biểu kiến |
| ----------- | ----------------- | ------------------ | -------- | ---------------------------- | ----------------------------------- | ---------- | ----------------- |
| C11         | NGC 7635          | Tinh vân Bọt Nước  |          | Tinh vân                     | 7.1                                 | Thiên Hậu  | -                 |
| C12         | NGC 6946          | Thiên hà Pháo Hoa  |          | Thiên hà xoắn ốc             | 18,000                              | Tiên Vương | 8.9               |
| C13         | NGC 457           | Cụm Cú Mèo         |          | Cụm sao mở                   | -                                   | Thiên Hậu  | 6.4               |
| C14         | NGC 869 & NGC 884 | Cụm sao đôi        |          | Cụm sao phân tán             | 7.3                                 | Anh Tiên   | 4                 |
| C15         | NGC 6826          | Blinking Planetary |          | Tinh vân hành tinh           | 2.2                                 | Thiên Nga  | 10                |
| C16         | NGC 7243          |                    |          | Cụm sao phân tán             | 2.5                                 | Hiết Hổ    | 6.4               |
| C17         | NGC 147           |                    |          | Thiên hà lùn phỏng cầu       | 2,300                               | Thiên Hậu  | 9.3               |
| C18         | NGC 185           |                    |          | Thiên hà lùn phỏng cầu       | 2,300                               | Thiên Hậu  | 9.2               |
| C19         | IC 5146           | Tinh vân Kén Tằm   |          | Cụm sao phân tán và Tinh vân | 3.3                                 | Thiên Nga  | 7.2               |
| C20         | NGC 7000          | Tinh vân Bắc Mỹ    |          | Tinh vân                     | 1.8                                 | Thiên Nga  | 4                 |

### 21–30
| Số Caldwell | Thiên thể NGC | Tên                 | Hình ảnh | Loại thiên thể        | Khoảng cách (đv. ngàn năm ánh sáng) | Chòm sao   | Cấp sao biểu kiến |
| ----------- | ------------- | ------------------- | -------- | --------------------- | ----------------------------------- | ---------- | ----------------- |
| C21         | NGC 4449      |                     |          | Thiên hà vô định hình | 10,000                              | Lạp Khuyển | 9.4               |
| C22         | NGC 7662      | Tinh vân Nắm Tuyết  |          | Tinh vân hành tinh    | 3.2                                 | Tiên Nữ    | 9                 |
| C23         | NGC 891       |                     |          | Thiên hà xoắn ốc      | 31,000                              | Tiên Nữ    | 10                |
| C24         | NGC 1275      | Tinh vân Anh Tiên   |          | Thiên hà loại cD      | 230,000                             | Anh Tiên   | 11.6              |
| C25         | NGC 2419      |                     |          | Cụm sao cầu           | 275                                 | Thiên Miêu | 10.4              |
| C26         | NGC 4244      |                     |          | Thiên hà xoắn ốc      | 10,000                              | Lạp Khuyển | 10.2              |
| C27         | NGC 6888      | Tinh vân Bán Nguyệt |          | Tinh vân              | 4.7                                 | Thiên Nga  | 7.4               |
| C28         | NGC 752       |                     |          | Cụm sao phân tán      | 1.2                                 | Tiên Nữ    | 5.7               |
| C29         | NGC 5005      |                     |          | Thiên hà xoắn ốc      | 69,000                              | Lạp Khuyển | 9.8               |
| C30         | NGC 7331      |                     |          | Thiên hà xoắn ốc      | 47,000                              | Phi Mã     | 9.5               |

### 31–40
| Số Caldwell | Thiên thể NGC | Tên                        | Hình ảnh | Loại thiên thể               | Khoảng cách (đv. ngàn năm ánh sáng) | Chòm sao   | Cấp sao biểu kiến |
| ----------- | ------------- | -------------------------- | -------- | ---------------------------- | ----------------------------------- | ---------- | ----------------- |
| C31         | IC 405        | Tinh vân Hỏa Tinh          |          | Tinh vân                     | 1.6                                 | Ngự Phu    | -                 |
| C32         | NGC 4631      | Thiên hà Cá Voi            |          | Thiên hà xoắn có thanh ngang | 22,000                              | Lạp Khuyển | 9.3               |
| C33         | NGC 6992      | Tinh vân Mạng Che Mặt đông |          | Tàn tích siêu tân tinh       | 2.5                                 | Thiên Nga  | -                 |
| C34         | NGC 6960      | Tinh vân Mạng Che Mặt tây  |          | Tàn tích siêu tân tinh       | 2.5                                 | Thiên Nga  | -                 |
| C35         | NGC 4889      |                            |          | Thiên hà loại cD             | 300,000                             | Hậu Phát   | 11.4              |
| C36         | NGC 4559      |                            |          | Thiên hà xoắn ốc             | 32,000                              | Hậu Phát   | 9.9               |
| C37         | NGC 6885      |                            |          | Cụm sao phân tán             | 1.95                                | Hồ Ly      | 6                 |
| C38         | NGC 4565      | Thiên hà Cây Kim           |          | Thiên hà xoắn ốc             | 32,000                              | Hậu Phát   | 9.6               |
| C39         | NGC 2392      | Tinh vân Eskimo            |          | Tinh vân hành tinh           | 4                                   | Song Tử    | 10                |
| C40         | NGC 3626      |                            |          | Thiên hà xoắn ốc             | 86,000                              | Sư Tử      | 10.9              |

### 41–50
| Số Caldwell | Thiên thể NGC | Tên                        | Hình ảnh | Loại thiên thể               | Khoảng cách (đv. ngàn năm ánh sáng) | Chòm sao | Cấp sao biểu kiến |
| ----------- | ------------- | -------------------------- | -------- | ---------------------------- | ----------------------------------- | -------- | ----------------- |
| C41         | Mel 25        | Hyades                     |          | Cụm sao mở                   | 0.151                               | Kim Ngưu | 0.5               |
| C42         | NGC 7006      |                            |          | Cụm sao cầu                  | 135                                 | Hải Đồn  | 10.6              |
| C43         | NGC 7814      |                            |          | Thiên hà xoắn ốc             | 49,000                              | Phi Mã   | 10.5              |
| C44         | NGC 7479      |                            |          | Thiên hà xoắn có thanh ngang | 106,000                             | Phi Mã   | 11                |
| C45         | NGC 5248      |                            |          | Thiên hà xoắn ốc             | 74,000                              | Mục Phu  | 10.2              |
| C46         | NGC 2261      | Tinh vân Biến thiên Hubble |          | Tinh vân                     | 2.5                                 | Kỳ Lân   | -                 |
| C47         | NGC 6934      |                            |          | Cụm sao cầu                  | 57                                  | Hải Đồn  | 8.9               |
| C48         | NGC 2775      |                            |          | Thiên hà xoắn ốc             | 55,000                              | Cự Giải  | 10.3              |
| C49         | NGC 2237      | Tinh vân Mân Khôi          |          | Tinh vân                     | 4.9                                 | Kỳ Lân   | 9.0               |
| C50         | NGC 2244      |                            |          | Cụm sao phân tán             | 4.9                                 | Kỳ Lân   | 4.8               |

### 51–60
| Số Caldwell | Thiên thể NGC | Tên                       | Hình ảnh | Loại thiên thể                       | Khoảng cách (đv. ngàn năm ánh sáng) | Chòm sao      | Cấp sao biểu kiến |
| ----------- | ------------- | ------------------------- | -------- | ------------------------------------ | ----------------------------------- | ------------- | ----------------- |
| C51         | IC 1613       |                           |          | Thiên hà vô định hình                | 2,300                               | Kình Ngư      | 9.3               |
| C52         | NGC 4697      |                           |          | Thiên hà elip                        | 76,000                              | Thất Nữ       | 9.3               |
| C53         | NGC 3115      | Tinh vân Con Quay         |          | Thiên hà hình hạt đậu                | 22,000                              | Lục Phân Nghi | 9.2               |
| C54         | NGC 2506      |                           |          | Cụm sao phân tán                     | 10                                  | Kỳ Lân        | 7.6               |
| C55         | NGC 7009      | Tinh vân Thổ Tinh         |          | Tinh vân hành tinh                   | 1.4                                 | Bảo Bình      | 8                 |
| C56         | NGC 246       |                           |          | Tinh vân hành tinh                   | 1.6                                 | Kình Ngư      | 8                 |
| C57         | NGC 6822      | Thiên hà Barnard          |          | Thiên hà vô định hình có thanh ngang | 2,300                               | Nhân Mã       | 9                 |
| C58         | NGC 2360      |                           |          | Cụm sao mở                           | 3.7                                 | Đại Khuyển    | 7.2               |
| C59         | NGC 3242      | Tinh vân Bóng Ma Mộc Tinh |          | Tinh vân hành tinh                   | 1.4                                 | Trường Xà     | 9                 |
| C60         | NGC 4038      | Thiên hà Râu              |          | Thiên hà                             | 83,000                              | Ô Nha         | 10.7              |

### 61–70
| Số Caldwell | Thiên thể NGC | Tên               | Hình ảnh | Loại thiên thể               | Khoảng cách (đv. ngàn năm ánh sáng) | Chòm sao   | Cấp sao biểu kiến |
| ----------- | ------------- | ----------------- | -------- | ---------------------------- | ----------------------------------- | ---------- | ----------------- |
| C61         | NGC 4039      | Thiên hà Râu      |          | Thiên hà tương tác           | 83,000                              | Ô Nha      | 13                |
| C62         | NGC 247       |                   |          | Thiên hà xoắn ốc             | 6,800                               | Kình Ngư   | 8.9               |
| C63         | NGC 7293      | Tinh vân Xoắn Ốc  |          | Tinh vân hành tinh           | 0.522                               | Bảo Bình   | 7.3               |
| C64         | NGC 2362      |                   |          | Cụm sao phân tán và Tinh vân | 5.1                                 | Đại Khuyển | 4.1               |
| C65         | NGC 253       | Thiên hà Ngọc Phu |          | Thiên hà                     | 9,800                               | Ngọc Phu   | 7.1               |
| C66         | NGC 5694      |                   |          | Cụm sao cầu                  | 113                                 | Trường Xà  | 10.2              |
| C67         | NGC 1097      |                   |          | Thiên hà                     | 47,000                              | Thiên Lô   | 9.3               |
| C68         | NGC 6729      | Tinh vân R CrA    |          | Tinh vân                     | 0.424                               | Nam Miện   | -                 |
| C69         | NGC 6302      | Tinh vân Hồ Điệp  |          | Tinh vân hành tinh           | 5.2                                 | Thiên Yết  | 13                |
| C70         | NGC 300       |                   |          | Thiên hà                     | 3,900                               | Ngọc Phu   | 9                 |

### 71–80
| Số Caldwell | Thiên thể NGC | Tên                | Hình ảnh | Loại thiên thể               | Khoảng cách (đv. ngàn năm ánh sáng) | Chòm sao    | Cấp sao biểu kiến |
| ----------- | ------------- | ------------------ | -------- | ---------------------------- | ----------------------------------- | ----------- | ----------------- |
| C71         | NGC 2477      |                    |          | Cụm sao phân tán             | 3.7                                 | Thuyền Vĩ   | 5.8               |
| C72         | NGC 55        |                    |          | Thiên hà                     | 4,200                               | Ngọc Phu    | 8                 |
| C73         | NGC 1851      |                    |          | Cụm sao cầu                  | 39.4                                | Thiên Cáp   | 7.3               |
| C74         | NGC 3132      | Eight Burst Nebula |          | Tinh vân hành tinh           | 2                                   | Thuyền Phàm | 8                 |
| C75         | NGC 6124      |                    |          | Cụm sao phân tán             | 1.5                                 | Thiên Yết   | 5.8               |
| C76         | NGC 6231      |                    |          | Cụm sao phân tán và Tinh vân | 6                                   | Thiên Yết   | 2.6               |
| C77         | NGC 5128      | Bán Nhân Mã A      |          | Thiên hà                     | 16,000                              | Bán Nhân Mã | 7                 |
| C78         | NGC 6541      |                    |          | Cụm sao cầu                  | 22.3                                | Nam Miện    | 6.6               |
| C79         | NGC 3201      |                    |          | Cụm sao cầu                  | 17                                  | Thuyền Phàm | 6.8               |
| C80         | NGC 5139      | Omega Centauri     |          | Cụm sao cầu                  | 17.3                                | Bán Nhân Mã | 3.7               |

### 81–90
| Số Caldwell | Thiên thể NGC | Tên                 | Hình ảnh | Loại thiên thể     | Khoảng cách (đv. ngàn năm ánh sáng) | Chòm sao    | Cấp sao biểu kiến |
| ----------- | ------------- | ------------------- | -------- | ------------------ | ----------------------------------- | ----------- | ----------------- |
| C81         | NGC 6352      |                     |          | Cụm sao cầu        | 18.6                                | Thiên Đàn   | 8.2               |
| C82         | NGC 6193      |                     |          | Cụm sao phân tán   | 4.3                                 | Thiên Đàn   | 5.2               |
| C83         | NGC 4945      |                     |          | Thiên hà           | 17,000                              | Bán Nhân Mã | 9                 |
| C84         | NGC 5286      |                     |          | Cụm sao cầu        | 36                                  | Bán Nhân Mã | 7.6               |
| C85         | IC 2391       | Cụm Omicron Velorum |          | Cụm sao phân tán   | 0.5                                 | Thuyền Phàm | 2.5               |
| C86         | NGC 6397      |                     |          | Cụm sao cầu        | 7.5                                 | Thiên Đàn   | 5.7               |
| C87         | NGC 1261      |                     |          | Cụm sao cầu        | 55.5                                | Thời Chung  | 8.4               |
| C88         | NGC 5823      |                     |          | Cụm sao phân tán   | 3.4                                 | Viên Quy    | 7.9               |
| C89         | NGC 6087      | Cụm S Norma         |          | Cụm sao phân tán   | 3.3                                 | Củ Xích     | 5.4               |
| C90         | NGC 2867      |                     |          | Tinh vân hành tinh | 5.5                                 | Thuyền Để   | 10                |

1. ↑  C89 bị viết nhầm thành NGC 6067 trong bản gốc, nhưng mô tả của nó lại là của NGC 6087.

### 91–100
| Số Caldwell | Thiên thể NGC | Tên                      | Hình ảnh | Loại thiên thể               | Khoảng cách (đv. ngàn năm ánh sáng) | Chòm sao     | Cấp sao biểu kiến |
| ----------- | ------------- | ------------------------ | -------- | ---------------------------- | ----------------------------------- | ------------ | ----------------- |
| C91         | NGC 3532      | Cụm Wishing Well         |          | Cụm sao phân tán             | 1.6                                 | Thuyền Để    | 3                 |
| C92         | NGC 3372      | Tinh vân Carina          |          | Tinh vân                     | 7.5                                 | Thuyền Để    | 3                 |
| C93         | NGC 6752      |                          |          | Cụm sao cầu                  | 13                                  | Khổng Tước   | 5.4               |
| C94         | NGC 4755      | Jewel Box                |          | Cụm sao phân tán             | 4.9                                 | Nam Thập Tự  | 4.2               |
| C95         | NGC 6025      |                          |          | Cụm sao phân tán             | 2.5                                 | Nam Tam Giác | 5.1               |
| C96         | NGC 2516      |                          |          | Cụm sao phân tán             | 1.3                                 | Thuyền Để    | 3.8               |
| C97         | NGC 3766      | Cụm Trân Châu            |          | Cụm sao phân tán             | 5.8                                 | Bán Nhân Mã  | 5.3               |
| C98         | NGC 4609      |                          |          | Cụm sao phân tán             | 4.2                                 | Nam Thập Tự  | 6.9               |
| C99         | -             | Tinh vân Coalsack        |          | Tinh vân tối                 | 0.61                                | Nam Thập Tự  | -                 |
| C100        | IC 2944       | Tinh vân Lambda Centauri |          | Cụm sao phân tán và Tinh vân | 6                                   | Bán Nhân Mã  | 4.5               |

### 101–109
| Số Caldwell | Thiên thể NGC | Tên                | Hình ảnh | Loại thiên thể               | Khoảng cách (đv. ngàn năm ánh sáng) | Chòm sao    | Cấp sao biểu kiến |
| ----------- | ------------- | ------------------ | -------- | ---------------------------- | ----------------------------------- | ----------- | ----------------- |
| C101        | NGC 6744      |                    |          | Thiên hà                     | 34,000                              | Khổng Tước  | 9                 |
| C102        | IC 2602       | Cụm Theta Car      |          | Cụm sao phân tán             | 0.492                               | Thuyền Để   | 1.9               |
| C103        | NGC 2070      | Tinh vân Tarantula |          | Cụm sao phân tán và Tinh vân | 170                                 | Kiếm Ngư    | 8.2               |
| C104        | NGC 362       |                    |          | Cụm sao cầu                  | 27.7                                | Đỗ Quyên    | 6.6               |
| C105        | NGC 4833      |                    |          | Cụm sao cầu                  | 19.6                                | Thương Dăng | 7.4               |
| C106        | NGC 104       | 47 Tucanae         |          | Cụm sao cầu                  | 14.7                                | Đỗ Quyên    | 4                 |
| C107        | NGC 6101      |                    |          | Cụm sao cầu                  | 49.9                                | Thiên Yến   | 9.3               |
| C108        | NGC 4372      |                    |          | Cụm sao cầu                  | 18.9                                | Thương Dăng | 7.8               |
| C109        | NGC 3195      |                    |          | Tinh vân hành tinh           | 5.4                                 | Yển Diên    | 11.6              |